# Wielobok liczebności
Wielobok liczebności – forma prezentacji rozkładu cechy statystycznej. Polega na narysowaniu wykresów, gdzie na jednej z osi w równych odległościach zaznaczone są wartości danej cechy wyznaczające jej klasy, a na drugiej osi punkty oznaczające liczebności odpowiadające tym klasom. Punkty połączone są łamaną linią.
W metodzie prostokątów linia przyjmuje postać odcinków tworzących prostokąty o powierzchni wyrażającej liczebność próby/populacji. W metodzie trapezów końcami odcinków są poszczególne punkty oznaczające liczebności klas.